# Amabela carsinodes
Amabela carsinodes là một loài bướm đêm trong họ Noctuidae.